# Euverem
Euverem (en limbourgeois Öäverem) est un hameau néerlandais situé dans la commune de Gulpen-Wittem, dans la province du Limbourg néerlandais.